# Neodyction shumshu
Neodyction shumshu är en sjöpungsart som beskrevs av Sanamyan 1998 . Neodyction shumshu ingår i släktet Neodyction och familjen klumpsjöpungar. Inga underarter finns listade i Catalogue of Life.